# Harttia gracilis
Harttia gracilis är en fiskart som beskrevs av Oyakawa, 1993. Harttia gracilis ingår i släktet Harttia och familjen Loricariidae. Inga underarter finns listade i Catalogue of Life.